# سرو آرنالس
سرو آرنالس (به اسپانیایی: Cerro Arenales) یک کوه در شیلی است که در استان کاپیتان پرات واقع شده‌است. سرو آرنالس ۳٬۴۳۷ متر بالاتر از سطح دریا واقع شده‌است.